# Liu Yang (Raumfahrerin)
Liu Yang (chinesisch 劉洋 / 刘洋, Pinyin Liú Yáng; * 6. Oktober 1978 in Zhengzhou, Provinz Henan, Volksrepublik China) ist eine chinesische Kampfpilotin und Mitglied des Raumfahrerkorps der Volksbefreiungsarmee. 2012 war sie an Bord von Shenzhou 9 die erste chinesische Raumfahrerin.

## Jugend und Dienst bei der Luftwaffe
Liu Yangs Familie stammt aus dem Dorf Zexia (泽下村) in der Großgemeinde Wulong (五龙镇) der kreisfreien Stadt Linzhou in der Provinz Henan.
Die Raumfahrerin selbst wurde in der Provinzhauptstadt Zhengzhou geboren und wuchs dort auf.
Ihr Vater Liu Shilin (刘士林) war als Ingenieur in einem Maschinenbaubetrieb tätig, ihre Mutter Niu Xiyun (牛喜云) arbeitete in einer Kleinwagenfabrik.
Nachdem Liu Yang 1985–1991 die Grundschule im Islamischen Stadtbezirk Guancheng (郑州市管城回族区实验小学) besucht hatte – Liu Yang selbst ist Han-Chinesin – und 1991–1994 die Unterstufe des 3. Stadtgymnasiums von Zhengzhou, besuchte sie ab 1994 den naturwissenschaftlichen Zweig des 11. Gymnasiums im Stadtbezirk Jinshui. 
1997, kurz vor dem Abitur, besuchten Werbeoffiziere der Luftstreitkräfte der Volksrepublik China ihre Schule, um speziell unter den weiblichen Schülern Interesse für eine Pilotenlaufbahn zu wecken. Da Liu Yang beim Abitur in Algebra, Chemie und Biologie jeweils die volle Zahl von 100 Punkten erreichte und insgesamt um 31 Punkte über dem Numerus clausus lag, hatte sie kein Problem, an der Pilotenakademie der chinesischen Luftwaffe in Changchun aufgenommen zu werden. Am 1. August 1997 trat sie in die Volksbefreiungsarmee ein, sie gehörte zum 7. Jahrgang der chinesischen Kampfpilotinnen.
Nach dem Abschluss ihrer Ausbildung wurde sie im Juni 2001 einem in Wuhan stationierten Lufttransportgeschwader des damaligen Militärbezirks Guangzhou zugeteilt.
Dort flog sie zunächst ein Transportflugzeug vom Typ Antonow An-26, dann wurde sie Strahlflugzeugführerin bei einem taktischen Luftwaffengeschwader (das chinesische Äquivalent zu den deutschen Alarmrotten). Bei einer nächtlichen Instrumentenflug-Übung am 10. September 2003 geriet sie kurz nach dem Start 10 m über dem Boden in einen Taubenschwarm, wodurch im rechten Triebwerk ihres Flugzeugs zwei Rotorschaufeln abbrachen und der Luftansaugkanal von zahlreichen toten Vögeln zu 3/4 blockiert war. Nichtsdestotrotz konnte sie das Flugzeug 11 Minuten später sicher landen.
1680 Flugstunden absolvierte sie jedoch unfallfrei – Liu Yang ist für sieben Flugzeugtypen zertifiziert – wofür ihr das Tätigkeitsabzeichen Militärluftfahrzeugführer der Stufe II verliehen wurde. Sie stieg bei ihrer Einheit schließlich zur stellvertretenden Korpskommandantin mit dem Dienstgrad eines Majors auf.

## Dienst im Raumfahrerkorps

### Shenzhou 9
Am 7. Mai 2010 wurde Liu Yang nach einem mehrstufigen Auswahlprozess in das Raumfahrerkorps der Volksbefreiungsarmee aufgenommen, wo sie ein zweijähriges Trainingsprogramm absolvierte. Im Regelfall dauert die Raumfahrerausbildung bei der Volksbefreiungsarmee vier Jahre. Ein besonders anspruchsvoller Teil dieser Ausbildung sind die Übungen mit dem Raumanzug Feitian in einem Wasserbecken. Da jedoch für die Shenzhou-9-Mission kein Weltraumausstieg vorgesehen war, wurde Liu Yang im März 2012 für diese Mission ausgewählt, obwohl sie ihre Ausbildung noch nicht abgeschlossen hatte.
Am 16. Juni 2012 startete sie vom Raumfahrtbahnhof Jiuquan, auf den Tag genau 49 Jahre nach dem Start von Walentina Tereschkowa, der ersten Frau im All. Am 18. Juni betrat die Mannschaft – neben Liu Yang noch Liu Wang (nicht verwandt) und Jing Haipeng, für den dies schon der zweite Raumflug war – nach einem automatischen Andockmanöver das am 29. September 2011 gestartete Weltraumlabor Tiangong 1 und nahm es in Betrieb. Am 24. Juni 2012 kehrten die Raumfahrer kurzfristig in ihr Raumschiff zurück, koppelten ab, und Liu Wang koppelte per Handsteuerung wieder an. Dies war das erste manuelle Andockmanöver in der Geschichte der chinesischen Raumfahrt. Liu Yang führte während des insgesamt neuntägigen Aufenthalts im Raumlabor Experimente im Bereich der Raumfahrtmedizin durch.

### Shenzhou 14

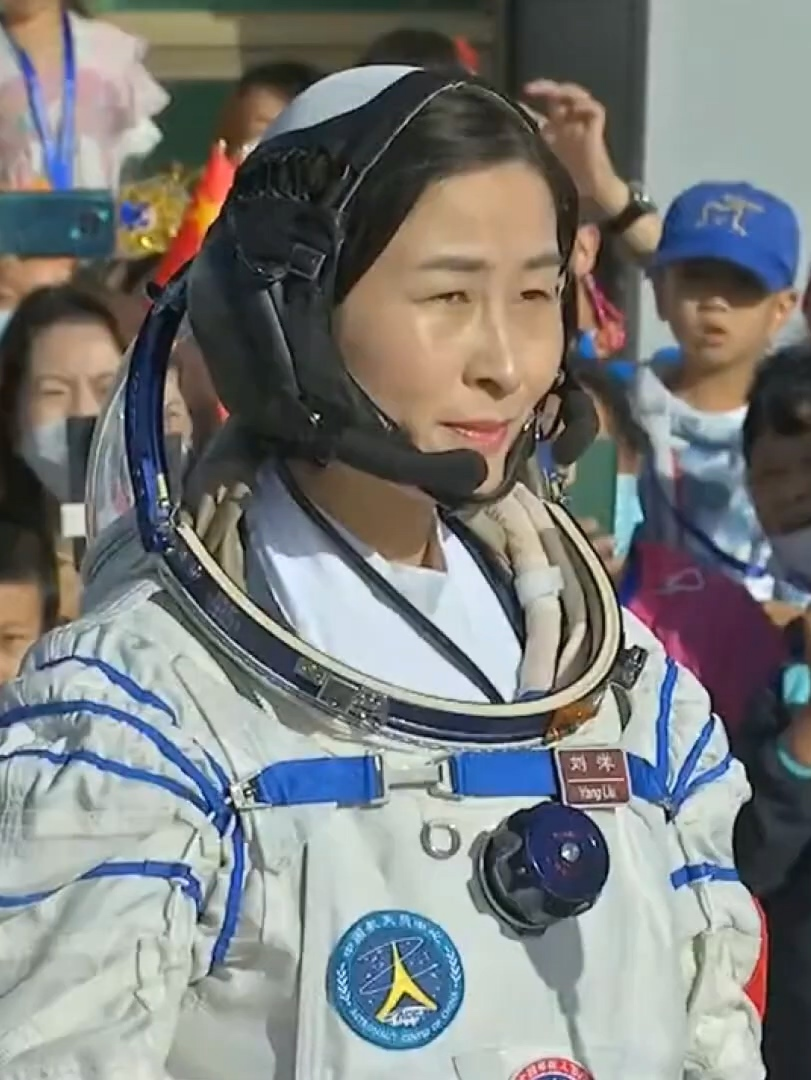
Liu Yang vor dem Start von Shenzhou 14 am 5. Juni 2022

Nachdem die Mitglieder des Raumfahrerkorps ab Anfang 2019 für die Bauphase der Chinesischen Raumstation trainiert hatten, wurde Liu Yang im Dezember 2019 zusammen mit Chen Dong und Cai Xuzhe, beide ebenfalls von der Auswahlgruppe 2010, für die Mission Shenzhou 14 eingeteilt. Von da an trainierten die drei immer als geschlossene Gruppe. Diese Mannschaftszusammenstellung ist insofern ungewöhnlich, als nun erstmals kein älterer Raumfahrer von der Auswahlgruppe 1998 dabei war. Shenzhou 14 ist die bislang anspruchsvollste Mission des bemannten Raumfahrtprogramms der Volksrepublik China; in einem komplizierten Verfahren müssen die Wissenschaftsmodule Wentian und Mengtian an das Kernmodul Tianhe montiert werden. Beim Chinesischen Raumfahrer-Ausbildungszentrum ging man davon aus, dass die drei jungen Leute durch ihren geringen Altersunterschied von zweieinhalb Jahren und weil sie seit ihrem Eintritt ins Raumfahrerkorps viel Zeit miteinander verbracht hatten und sich gegenseitig gut kannten, ähnlich denken und in Krisensituationen ohne lange Diskussionen rasch Lösungen finden würden.
Am 5. Juni 2022 hob Liu Yang zusammen mit ihren Kollegen zur Raumstation ab, wo sie sieben Stunden nach dem Start ankamen.
Nachdem das Wissenschaftsmodul Wentian am 24. Juli 2022 zunächst an der Bugschleuse angedockt war, nahmen die Raumfahrer es im Laufe des folgenden Monats in Betrieb. Hierfür mussten zwar Geräte entriegelt und ein mehr als 100 kg schwerer, vom Frachtraumschiff Tianzhou 4 im Mai 2022 zur Station gebrachter Momentenkreisel  montiert werden, hierbei handelte es sich jedoch nur um Innenarbeiten. Bei der Chinesischen Raumstation werden Strom, Kühlflüssigkeit und Treibstoff über Verbindungen und Löcher in den Koppelringen durch alle Module geleitet – Außenbordeinsätze zum Verlegen von Leitungen sind nicht nötig.
Der erste Außenbordeinsatz der Mission, bei dem die Schleuse des Wissenschaftsmoduls Wentian in Betrieb genommen wurde, fand am 1. September 2022 statt. Liu Yang assistierte zunächst von der Schleuse aus Chen Dong beim Besteigen der Plattform des mechanischen Arms – die Raumfahrer können sich in ihren Raumanzügen nicht bücken und sehen ihre Füße nicht – danach verließ sie ebenfalls die Station. Anders als bei den bisherigen Außenbordeinsätzen arbeiteten die Raumfahrer dieses Mal nicht zusammen, sondern jeder hatte seine eigene Aufgabe. 
Die Raumfahrer hatten sich bereits mehrere Tage vorher auf den Einsatz vorbereitet und in der geräumigen Schleuse, ohne die Außenluke zu öffnen, mit angelegten Raumanzügen die Benutzung der Akkuschrauber etc. geübt. Liu Yang hatte dabei ernsthafte Probleme, sich kontrolliert zu bewegen, was sie psychisch stark belastete. Das Personal im Raumfahrer-Ausbildungszentrum bemerkte das über die Überwachungskameras. In einem daraufhin angeregten Telefonat mit Chefausbilderin Huang Weifen bat sie darum, ihr Arbeitspensum zu reduzieren und nur als Assistentin von Chen Dong zu fungieren. Huang Weifen überredete sie dann jedoch, die ihr zugeteilten Aufgaben selbstständig zu absolvieren: Chen Dong montierte eine zusätzliche Pumpeneinheit für die Klimaanlage, Liu Yang eine Schutzabdeckung für Kabel. Danach wechselte sie auf den mechanischen Arm und setzte eine der Außenkameras des Wissenschaftsmoduls auf einen höheren Sockel, während Chen Dong neben der Schleuse eine Werkzeugkiste montierte.
Zum Abschluss jenes Außenbordeinsatzes fand noch eine Notfallübung statt: Liu Yang und Chen Dong mussten ohne Unterstützung durch den mechanischen Arm an der Außenwand der Station entlangklettern und auf kürzestem Weg zur Schleuse zurückkehren. Dies war sehr anstrengend und fiel ihr nicht leicht.
Die Übung fand statt, während sich die Station auf der Nachtseite der Erde befand. Liu Yang konnte, bis der Mond aufgegangen war, jenseits der von den Helmlampen beleuchteten Außenwand der Raumstation nichts als Finsternis sehen, ein Effekt der von chinesischen Raumfahrern als „zehntausend Klafter tiefer Abgrund“ (万丈深渊) beschrieben wird.

## Sonstiges
Liu Yang ist seit 2004 mit Zhang Hua (张华; * 1972) aus Yichang verheiratet, selbst Pilot und seinerzeit Politkommissar bei ihrer Luftwaffeneinheit in Wuhan. 
Sie lebt, wie alle Mitglieder des Raumfahrerkorps, in der Raumfahrtstadt im Pekinger Stadtbezirk Haidian. 2014 wurde ihre Tochter geboren, 2016 ihr Sohn.
Schon ihr Großvater Liu Yicheng (刘义成) war Kommunist gewesen, er war mit 16 in die örtliche Milizeinheit eingetreten und hatte es mit 18 zum Truppführer gebracht, mit der Aufgabe, für die 8. Marscharmee Gewehre und Munition zu beschaffen.
Im Mai 2001 trat dann auch Liu Yang selbst in die Kommunistische Partei Chinas ein.
Im März 2016 wurde Liu Yang zum Oberstleutnant befördert,
im März 2018 zum Oberst.
Seit dem 1. November 2018 ist sie eine der stellvertretenden Vorsitzenden der All-Chinesischen Frauenvereinigung.
Sie betont immer wieder: der Weltraum ist kein Kavalier.
Zwischen den Missionen Shenzhou 9 und Shenzhou 14 besuchte sie regelmäßig Schulen und versuchte, Nachwuchs für die chinesische Raumfahrt anzuwerben.
Seit März 2023 sitzt Liu Yang als eine von 281 Abgeordneten des Wahlkreises Volksbefreiungsarmee/Bewaffnete Volkspolizei im Nationalen Volkskongress (wegen der ständigen Versetzungen stimmen Soldaten und Bewaffnete Volkspolizisten in einem eigenen, landesweiten „Wahlkreis“ ab).
Zusammen mit Fei Junlong, Yang Liwei und Wang Yaping in der Politischen Konsultativkonferenz des chinesischen Volkes sind damit in der 14. Legislaturperiode vier Raumfahrer in den beiden Kammern des chinesischen Parlaments vertreten.